# Giovanna Maddalena Gonzaga
Giovanna Maddalena Gonzaga (11 maggio 1635 – Genova, 1695) è stata una nobildonna italiana.

## Biografia
Era figlia di Luigi Gonzaga, principe di Castiglione e marchese di Medole, e di Laura del Bosco Ventimiglia, principessa siciliana.

## Discendenza
Sposò nel 1656 Carlo II Doria Del Carretto (1628-1665), 2º duca di Tursi e principe di Avella, figlio di Giovanni Andrea Doria Del Carretto (1607-1628) e di Costanza Doria (1611-1681). Ebbero quattro figli:
- Giovanni Andrea Mariano (1660-1742), 3º duca di Tursi, sposò Livia Grillo (1685-?)
- Costanza Teresa (1661-1729), sposò Giuseppe del Bosco (?-1721)
- Lodisio (1662-?)
- Laura Maria Anna (1663-1705), sposò in prime nozze Giovanni Battista de Mari-Acquaviva (1655-1691) e in seconde nozze Francesco Serra (1644-1703)

## Ascendenza
|                              |   |                                              | Genitori                          |  |  | Nonni |  |  | Bisnonni         |  |  | Trisnonni       |  |
|                              |   |                                              |                                   |  |  |       |  |  | Ferrante Gonzaga |  |  | Aloisio Gonzaga |  |
|                              |   |                                              |                                   |  |  |       |  |  | Ferrante Gonzaga |  |  | Aloisio Gonzaga |  |
|                              |   | Caterina Anguissola                          |                                   |  |  |       |  |  | Ferrante Gonzaga |  |  |                 |  |
| Francesco Gonzaga            |   |                                              |                                   |  |  |       |  |  | Ferrante Gonzaga |  |  |                 |  |
|                              |   | Marta Tana                                   | Baldassarre Tana                  |  |  |       |  |  |                  |  |  |                 |  |
|                              |   | Marta Tana                                   | Baldassarre Tana                  |  |  |       |  |  |                  |  |  |                 |  |
|                              |   | Marta Tana                                   | Anna Della Rovere                 |  |  |       |  |  |                  |  |  |                 |  |
| Luigi Gonzaga                |   | Marta Tana                                   |                                   |  |  |       |  |  |                  |  |  |                 |  |
|                              |   | Vratislav von Pernstein                      | Giovanni IV von Pernstein         |  |  |       |  |  |                  |  |  |                 |  |
|                              |   | Vratislav von Pernstein                      | Giovanni IV von Pernstein         |  |  |       |  |  |                  |  |  |                 |  |
|                              |   | Vratislav von Pernstein                      | Hedwig von Schellenberg           |  |  |       |  |  |                  |  |  |                 |  |
| Bibiana von Pernstein        |   | Vratislav von Pernstein                      |                                   |  |  |       |  |  |                  |  |  |                 |  |
|                              |   | María Maximiliana Manrique de Lara y Briceño | García Manrique de Lara y Mendoza |  |  |       |  |  |                  |  |  |                 |  |
|                              |   | María Maximiliana Manrique de Lara y Briceño | García Manrique de Lara y Mendoza |  |  |       |  |  |                  |  |  |                 |  |
|                              |   | María Maximiliana Manrique de Lara y Briceño | Isabel de Briceño y Arévalo       |  |  |       |  |  |                  |  |  |                 |  |
| Giovanna Maddalena Gonzaga   |   | María Maximiliana Manrique de Lara y Briceño |                                   |  |  |       |  |  |                  |  |  |                 |  |
|                              | … | …                                            |                                   |  |  |       |  |  |                  |  |  |                 |  |
|                              | … | …                                            |                                   |  |  |       |  |  |                  |  |  |                 |  |
|                              | … | …                                            |                                   |  |  |       |  |  |                  |  |  |                 |  |
| Tiberio Vincenzo Del Bosco   | … |                                              |                                   |  |  |       |  |  |                  |  |  |                 |  |
|                              |   | …                                            | …                                 |  |  |       |  |  |                  |  |  |                 |  |
|                              |   | …                                            | …                                 |  |  |       |  |  |                  |  |  |                 |  |
|                              |   | …                                            | …                                 |  |  |       |  |  |                  |  |  |                 |  |
| Laura del Bosco Ventimiglia  |   | …                                            |                                   |  |  |       |  |  |                  |  |  |                 |  |
|                              |   | Blasco Isfar                                 | …                                 |  |  |       |  |  |                  |  |  |                 |  |
|                              |   | Blasco Isfar                                 | …                                 |  |  |       |  |  |                  |  |  |                 |  |
|                              |   | Blasco Isfar                                 | …                                 |  |  |       |  |  |                  |  |  |                 |  |
| Giovannella Isfar y Corillas |   | Blasco Isfar                                 |                                   |  |  |       |  |  |                  |  |  |                 |  |
|                              |   | …                                            | …                                 |  |  |       |  |  |                  |  |  |                 |  |
|                              |   | …                                            | …                                 |  |  |       |  |  |                  |  |  |                 |  |
|                              |   | …                                            | …                                 |  |  |       |  |  |                  |  |  |                 |  |
|                              |   | …                                            |                                   |  |  |       |  |  |                  |  |  |                 |  |